# Montecatini Sporting Club 1988-1989
Questa voce raccoglie le informazioni riguardanti il Montecatini Sporting Club nelle competizioni ufficiali della stagione 1988-1989.

## Stagione
La stagione 1988-89 del Montecatini Sporting Club, sponsorizzata Sharp, è la seconda consecutiva in Serie A2.
Terminata la stagione 1987-88, viene confermato Andro Knego, mentre Rod Griffin si accasa a Cremona, sempre in A2. Per sostituirlo viene chiamato l'esperto centro statunitense Otis Howard, ex NBA e Barcellona, già visto per 7 anni in Italia con le maglie di Rimini, Brindisi e Torino. Dopo 4 anni, Stefano Maguolo lascia Montecatini per andare a giocare alla Pallacanestro Trieste in Serie B. Il friulano Ezio Riva, ex Trieste e Olimpia Milano e Roberto Giusti, al suo primo anno in A2 dopo una buona carriera in Serie B.
Rispetto alla passata stagione, la regular season è leggermente più negativa, con 16 vittorie su 30 partite, addirittura 3 sole vittorie in trasferta. Tra le sconfitte in trasferta, è particolarmente ricordata quella per 84-82 contro Pistoia, soprattutto per una comoda schiacciata sbagliata da Howard nei momenti finali del match che avrebbe potuto chiudere il derby in favore dei termali. Nonostante il dato negativo fuori dal Palatagliate di Lucca e una partenza con 6 punti in 10 partite, Montecatini, spinta dal duo Boni-Niccolai, riesce a risalire in campionato, fino ad arrivare ai 32 punti che le valgono il sesto posto in regular season. Ottiene così il diritto a partecipare ai play-out promozione. A differenza dell'anno passato, Montecatini riesce ad ottenere la sua prima storica promozione in A1, vincendo 7 partite e classificandosi seconda dietro alla Neutroroberts Firenze, anch'essa proveniente dalla A2. La promozione è ufficiale nell'ultima giornata, nel match casalingo contro Brescia vinto per 108 a 96, ma sono storici anche i due precedenti incontri: prima la storica rimonta contro l'Annabella Pavia che porta poi al 96-92 finale dopo un supplementare; poi la vittoria in trasferta contro Firenze per 90-92. Soprattutto contro Pavia, Howard si fece perdonare dai tifosi l'errore nel derby: sono proprio le sue 3 triple (1/5 da 3 in tutta la stagione fino a quel momento), oltre alla tripla finale allo scadere di Stefano Briga, a permettere di recuperare in modo incredibile 11 punti in poco più di un minuto (molti tifosi, scoraggiati, avevano iniziato a sfollare dal palazzetto) e ottenere nel supplementare una vittoria fondamentale per la promozione.
Per il secondo anno consecutivo, partecipa alla Coppa Italia e anche quest'anno viene eliminata ai sedicesimi di finale da una formazione livornese: questa volta, però, perde, con il risultato finale di 97-108, contro la Enichem Livorno futura protagonista della famosa finale scudetto di quella stagione contro la Philips Milano.

## Roster
| Sharp Montecatini 1988-89 | Sharp Montecatini 1988-89 |
| Giocatori                 | Staff tecnico             |
| ------------------------- | ------------------------- |

| N. | Naz.                   | Ruolo | Nome                | Anno | Alt.   | Peso   |  |
| -- | ---------------------- | ----- | ------------------- | ---- | ------ | ------ |  |
|    | Italia (bandiera)      | C     | Cesare Amabili      | 1970 | 205 cm | 98 kg  |  |
|    | Italia (bandiera)      | GA    | Mario Boni          | 1963 | 200 cm | 100 kg |  |
|    | Italia (bandiera)      | PG    | Stefano Briga       | 1964 | 185 cm |        |  |
|    | Italia (bandiera)      |       | Simone Cei          | 1969 |        |        |  |
|    | Italia (bandiera)      | AG    | Roberto Giusti      | 1957 |        |        |  |
|    | Stati Uniti (bandiera) | C     | Otis Howard         | 1956 | 201 cm | 100 kg |  |
|    | Croazia (bandiera)     | C     | Andro Knego         | 1956 | 206 cm | 96 kg  |  |
|    | Italia (bandiera)      | P     | Carlo Marchi        | 1960 |        |        |  |
|    | Italia (bandiera)      | G     | Andrea Niccolai     | 1968 | 196 cm | 93 kg  |  |
|    | Italia (bandiera)      |       | Ezio Riva           | 1957 |        |        |  |
|    | Italia (bandiera)      |       | Aleandro Roncarà    | 1967 |        |        |  |
|    | Italia (bandiera)      |       | Raffaello Venturini | 1969 |        |        |  |

| Allenatore                                       |
| - Massimo Masini                                 |
| Assistente/i                                     |
| - Marcello Billeri Legenda - (C) Capitano Roster |